# Sałanoje (przystanek kolejowy)
Sałanoje (biał. Саланое, ros. Солоное) – przystanek kolejowy w pobliżu miejscowości Sałanoje, w rejonie żłobińskim, w obwodzie homelskim, na Białorusi. Położony jest na linii Żłobin - Mozyrz - Korosteń.
Przystanek znajduje się przy zakładach Białoruskiego Kombinatu Metalurgicznego.